# Sepoyupproret
Sepoyupproret var ett blodigt och utdraget uppror mot det Brittiska Ostindiska Kompaniet som utbröt i maj 1857 i Indien. Upproret var koncentrerat till norra Indien och pågick till juni 1858, även om smärre strider fortsatte hela det året. Det ledde till att det ostindiska kompaniet ersattes av direkt brittiskt styre och att det Brittiska Indien formellt bildades.
De exakta orsakerna till upproret är föremål för debatt. Det började som ett myteri bland indiska soldater i brittisk tjänst, så kallade sepoys. Det fortsatte med civila uppror gentemot de utländska styret, där både hinduer och muslimer deltog, och en plan var att sätta den siste skuggkejsaren av Stora Moguls ätt i spetsen för ett indiskt fursteförbund.

## Bakgrund
I den brittiska bengaliska armén tjänstgjorde 140 000 indier kallade "sepoys", under befäl av 26 000 brittiska officerare. Dessa soldater hade deltagit i bland annat första afghankriget (1838–1842), de två krigen i Punjab (1845–1846 respektive 1848–1849) och i det andra anglo-burmesiska kriget. De hade kämpat inte bara inom Brittiska Indiens gränser; under Opiumkriget (1840–1842 samt 1856–1860) i Kina fanns de med, liksom i det avlägsna Krimkriget (1853–1856). En del av soldaterna kunde känna sig begränsade av strukturen i den brittiskkontrollerade armén. Under det muslimska väldet i Indien hade hinduerna i viss mån kunnat avancera i härskarens tjänst; hos britterna var det omöjligt för en indier att utses till officer.
En stor del av de indiska soldaterna i Bengaliska armén kom från hindibältet i nuvarande Uttar Pradesh. Detta område hade under 1800-talets lopp fått se beskattningen öka avsevärt. Ökningen i skatter har beräknats till 70 % under första halvan av 1800-talet, och detta hade fått till följd att många jordbrukare blivit svårt skuldtyngda och beroende av lånehajar och handelsmän. Missnöjet hade ökat, och detta även inom stadsbefolkningen, samt överklassen, som inte gått fri från de brittiska pålagorna. Förutom skatterna tillkommer att de sistnämnda grupperna, i den mån de drev handel eller produktion, konkurrerades ut av brittiska importerade varor.
Det visade sig vara ett taktiskt misstag av britterna att finansiellt ge sig på även städernas medelklass och den gamla överklassen. Missnöjet begränsade sig därför inte bara till landsbygden, och nu fick de missnöjda grupperna tillgång till många ledargestalter.
En av upprorets ledare 1857, fursten Feroz Shah, uttryckte missnöjet på detta sätt, i en proklamation i augusti det året:
Européerna har genom införandet av engelska varor i Indien lämnat vävare, bomullsskräddare, timmermän, smeder, skomakare och andra utan arbete, eller gjort deras hantverk till föga mer än tiggeri.

## Upproret utbryter
Den tändande gnistan kom natten mellan 10 och 11 maj i Meerut i XI Native Cavalrys förläggningar, där oron redan växt en tid till följd av den nya ammunition man fått, och – som det ryktades – hade smorts med svin- och kofett. Det ledde till myteriet i Meerut.
Det revolterande regementet marscherade av mot Delhi, där man snabbt övertalade den då maktlöse stormogulen Bahadur Shah II att ställa sig i spetsen för en resning mot britterna.
Upproret fick sitt snabbaste stöd i områden i nuvarande Uttar Pradesh. Snart fanns oroshärdar i Delhi, Dacca, Chittagong, Orissa och Bihar i norr, men även längre söderut bland maratherna i städer som Indore, Jabalpur, Jhansi och Gwalior. 
Marathernas gamla rivaler i Hyderabad bidade dock sin tid för att inte hamna under dessas välde. Inte heller i Punjab vann upproret mark, och snart fann sig upprorsmännen i ett dåligt strategiskt läge mot britterna, som snabbt kunde få förstärkning av en expeditionskår egentligen på väg mot Kina.
Regeringsbyggnader och fängelser fanns i den främsta frontlinjen under upproret, men även kaserner och domstolar. Upproriska grupper tog kontroll över stora delar av Indien, men upprorets klimax nåddes redan under sommaren 1857 och gick sedan tillbaka.

## Avslut
Det tog trupper från brittiska kronan och Ostindiska Kompaniet hela vintern 1857, och första halvåret 1858 att återta de förlorade områdena, i vad som blev britternas svåraste kolonialkrig någonsin. Uppretade över de britter som dödats av rebellerna använde man mycket hårda metoder, och massakrer av hela byar förekom innan upproret slutgiltigt hade kvästs.
Generalguvernören Canning kunde i juli 1858 förklara upproret vara officiellt nedslaget.

## Bildgalleri

Rebeller nedgjorda till sista man av brittiska trupper i Secundra Bagh, Lucknow.